# Juan López de Úbeda
Juan López de Úbeda fue un poeta sacro, dramaturgo y antologista español de la segunda mitad del siglo XVI.

## Biografía
Poco se sabe sobre él: nació en Toledo, poseía el título de licenciado y fundó el Seminario de los Niños de la Doctrina de Alcalá de Henares. Destacó por volver "a lo divino" algunas canciones populares mediante el procedimiento del contrafactum de la misma manera que ya había hecho fray Ambrosio de Montesinos. Algunos de sus poemas aparecen en la antología de 1580 Coloquios, glosas, sonetos y romances (Alcalá, 1580). Destaca su Romance de Nuestra Señora y Santiago, patrón de España (Cuenca, 1602). Preparó además dos antologías de poemas religiosos en que incluye algunos de fray Luis de León: Cancionero general de la doctrina cristiana (Alcalá de Henares, 1579, reimpreso en 1585 y 1586) y Vergel de flores divinas (Alcalá de Henares, 1582, reimpreso en 1588).
Como autor dramático, compuso bastantes obras para el Seminario de los Niños de la Doctrina de Alcalá de Henares, pero solo es posible determinar sin dudas su autoría en una de ellas, la Comedia de San Alejo; otras dos que se le atribuyen, la Comedia de virtudes contra los vicios y el Auto de la Esposa en los Cantares fueron incluidas, como la primera, en su antología Cancionero general de la doctrina cristiana. También algunos le atribuyen el Coloquio del Santo Nacimiento

## Obras

### Antologías reunidas por él
- Cancionero general de la doctrina cristiana, muy útil y provechoso, en todo género de verso castellano, hecho por el licenciado Juan López de Úbeda, natural de Toledo, fundador del Siminario [sic] de los niños de la doctrina de Alcalá de Henares, con otras muchas obras, recogidas de muy graves autores, Alcalá de Henares: Juan Íñiguez de Lequerica, 1579; se reimprimió en 1585 y al año siguiente (Alcalá de Henares: Hernán Ramírez, 1586). Hay edición moderna, con introducción bibliográfica de Antonio Rodríguez-Moñino, de esas tres versiones (Madrid: Sociedad de Bibliófilos Españoles, 1962-1964).
- Vergel de flores divinas (Alcalá de Henares, 1582, reimpreso en 1588).

### Obras originales
- Coloquios, glosas, sonetos y romances (Alcalá, 1580)
- Romance de Nuestra Señora y Santiago, patrón de España (Cuenca, 1602).
- Comedia de San Alejo.

### Obras atribuidas
- Comedia de virtudes contra los vicios (1579)
- Auto de la Esposa en los Cantares (1579)
- Coloquio del Santo Nacimiento (1579)